# Франкско-лангобардская война (773—774)
Франкско-лангобардская война — военный конфликт 773—774 годов между Франкским государством Карла Великого и Лангобардским королевством Дезидерия; во время войны франкам удалось нанести лангобардам поражение в сражении при Кьюзе, установить контроль над всеми городами Северной Италии и после многомесячной осады вынудить сдаться укрывавшегося в своей столице, городе Павия, Дезидерия; в результате этих успешных военных действий было ликвидировано Лангобардское королевство, а значительная часть Апеннинского полуострова была включена во Франкское государство; в 781 году на этих территориях было образовано франкское Итальянское королевство.

## Исторические источники
Об осаде Павии 773—774 годов и связанных с нею событиях сообщается во многих исторических источниках каролингской эпохи. Среди них: франкские анналы, различные продолжения «Истории лангобардов» Павла Диакона, «Liber Pontificalis», «Жизнь Карла Великого» Эйнхарда, «История» Андрея Бергамского и «Деяния Карла Великого» Ноткера Заики.

## Предыстория

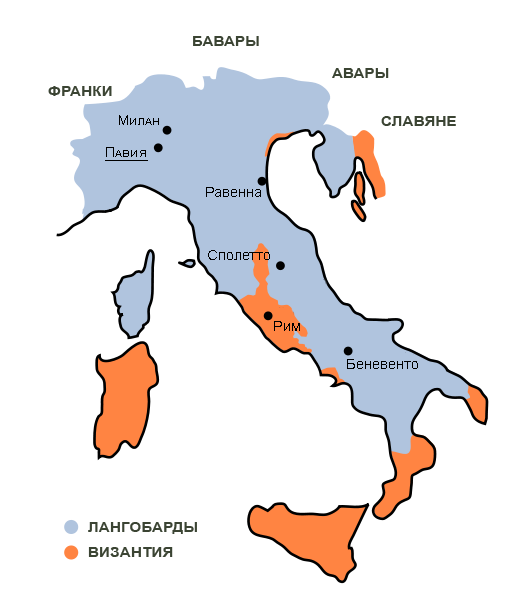
Лангобардское королевство в середине VIII века

Со второй половины VI века по середину VIII века франки и лангобарды несколько раз воевали друг с другом. Наиболее крупные из этих военных конфликтов происходили в 584—591 и 754—756 годах.
После смерти короля Пипина Короткого в 768 году Франкское государство было разделено между его сыновьями Карлом Великим и Карломаном. Уже вскоре между братьями начались разногласия. За поддержкой сначала Карломан, а затем Карл обратились к королю лангобардов Дезидерию, тогда одному из наиболее влиятельных правителей Западной Европы. По совету своей матери Бертрады братья заключили с королём Лангобардского государства родственные союзы, женившись на его дочерях: Карломан — на Герберге, Карл Великий — на неизвестной по имени, которую современные историки условно называют Дезидератой.
Когда 4 декабря 771 года Карломан скоропостижно умер, его дети — сыновья Пипин и Сиагрий и дочь Эмма — были ещё малолетними и не смогли унаследовать владения отца. Вскоре после смерти мужа Герберга уехала вместе с детьми к своему отцу в Лангобардское королевство. Хотя Эйнхард утверждал, что это было сделано «без всякой причины», вероятно, вдова Карломана могла бояться за безопасность своих детей. Тогда Дезидерий всё ещё был союзником Карла Великого. Однако, вероятно, помня о серьёзных конфликтах между Пипином Коротким и своими предшественниками на лангобардском престоле, он стал опасаться, что объединение Франкского государства под властью одного правителя может ухудшить внешнеполитическое положение его собственного королевства. Поэтому Дезидерий решил поддержать притязания своих внуков на наследство их отца, убедив папу римского Стефана III (IV) помазать тех, что по обычаям того времени считалось признанием сыновей Карломана законными наследниками владений отца. Карл Великий расценил эти действия Дезидерия как разрыв франкско-лангобардского союза. В ответ он развёлся с Дезидератой, отослал её к отцу и начал подготовку к походу на Апеннинский полуостров.
Тогда же Дезидерий вступил в конфликт с избранным в феврале 772 года папой римским Адрианом I. Поводом для разрыва отношений правителя лангобардов и папы стали притязания Дезидерия на власть над принадлежавшим Святому Престолу Римским герцогством. В ответ Адриан I изгнал из курии всех кардиналов из подвластных Дезидерию епархий, а лидера пролангобардской партии Павла Афиарта казнил. Разгневанный действиями папы Дезидерий с войском вторгся в папские владения, захватил селения в Монтефельтро, Сенигаллии, Губбио и Урбино и дошёл до находившего в одном дне пути от Рима Отриколи. Только под угрозой отлучения от церкви Дезидерий прекратил военные действия, но так и не возвратил Адриану I захваченные территории.
Воспользовавшись перемирием, Адриан I обратился за помощью и защитой к Карлу Великому. Папское посольство из Рима на судне достигло Марселя, а оттуда прибыло ко двору короля франков в Тьонвиле. Здесь Карлу Великому было передано послание папы: «Они [лангобарды] нападут на нас [папу] с суши и с воды, захватят город Рим и уведут нас в плен…. Поэтому мы умоляем вас живым Богом и Князем Апостолов немедленно поспешить к нам на помощь, чтобы мы не были уничтожены». Король франков несколько раз обращался к Дезидерию с предложениями провести переговоры, чтобы уладить конфликт того с папством, но правитель лангобардов отверг все попытки примирения.

## Военные действия 773 года

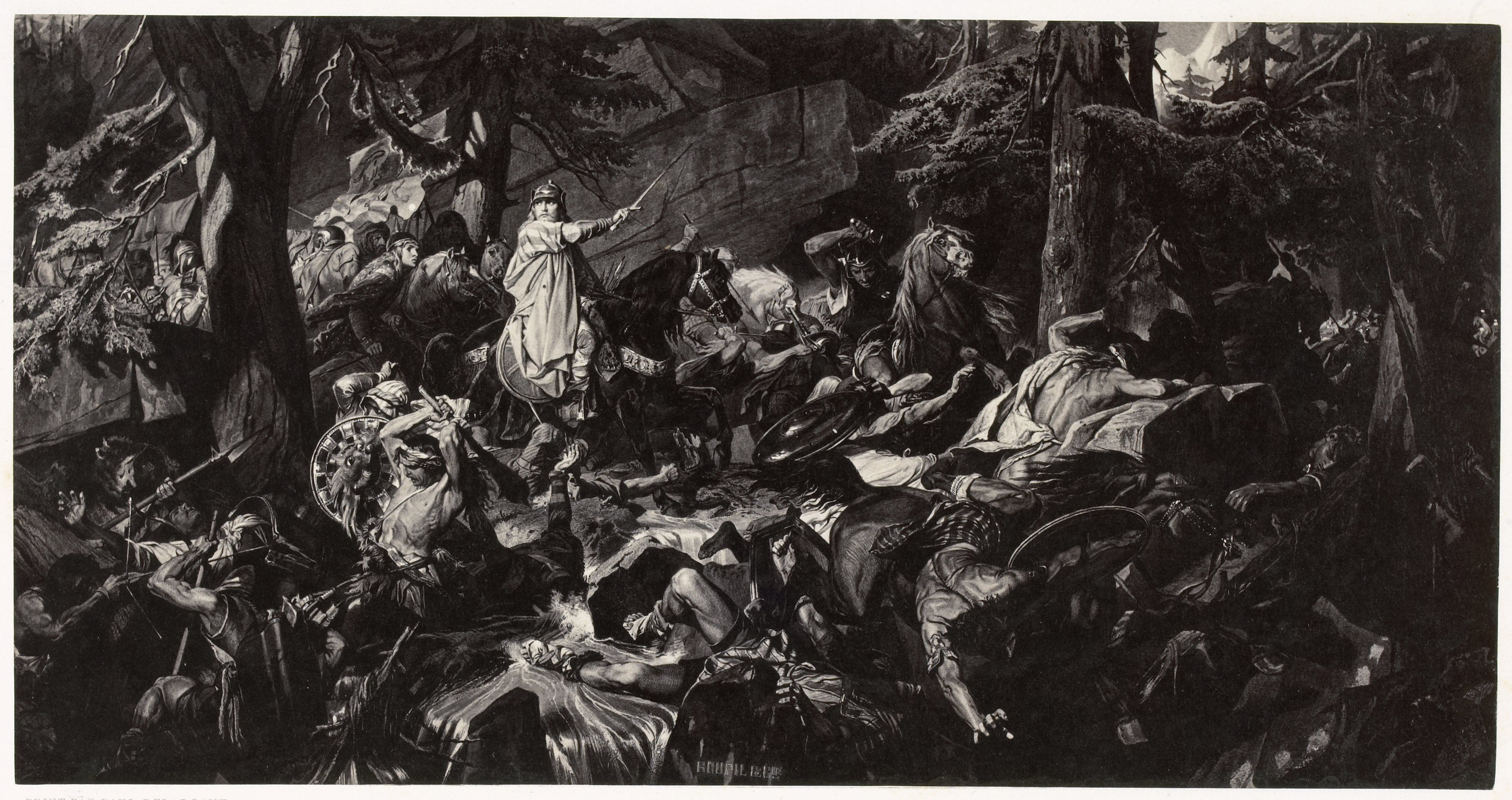
Поль Деларош. Переход Карла Великого через Альпы

Франкская армия, по разным данным численностью от 10 000 до 40 000 воинов, собралась для похода в Лангобардское королевство около Женевы. Здесь она была разделена на две части: одна (во главе с Карлом Великим) двинулась по маршруту Шамбери — Модан — Мон-Сени, другая (под командованием графа Бернара, дяди короля) — по маршруту Мартиньи — Большой Сен-Бернар — Аоста — Ивреа.
Согласно франкским источникам, оба войска соединились на итальянской стороне Альп. К востоку от этого места находилось единственное узкое место в Сузской долине (у современного Кьюза-ди-Сан-Мишеля), где расположилось лангобардское войско во главе с королём Дезидерием и его сыном Адельхизом. Хотя армия франков превосходила противника численностью, Карл Великий не решился атаковать хорошо укреплённые позиции лангобардов. Поэтому как и ранее он предложил Дезидерию вступить в переговоры, но тот снова отказался. Согласно «Новалезской хронике», некоторое время две армии стояли друг против друга, ничего не предпринимая, а затем один менестрель-лангобард показал франкам обходной путь в тыл войска Дезидерия. Насколько достоверна эта вошедшая в немецкий фольклор история, неизвестно. Современные историки считают, что войска Карла Великого и Бернара вряд ли могли соединиться к западу от Клаузена, так как в Сузскую долину с востока существует только один вход, но тот контролировался войском лангобардов. Скорее всего, местом объединения двух франкских армий была Гавенская равнина.
Возможно, Карл Великий ещё до перехода Альп предполагал, что Дезидерий встретит его в Клаузене, как в 756 году во время похода Пипина Короткого поступил Айстульф. В таком случае король франков мог намереваться окружить здесь лангобардов, поставив к западу от них свою армию, а к востоку — армию Бернара. Скорее всего, попытка Карла Великого вступить в переговоры с Дезидерием была только уловкой: так король франков намеревался удержать лангобардов на позициях до выхода к ним в тыл своего второго войска.
Предполагается, что узнав о появлении в своём тылу франков, Дезидерий приказал войску возвратиться в Паданскую долину. Возможно, это отступление вскоре переросло в бегство, так как в источниках сообщается о преследовании франками отступавших в беспорядке лангобардов и гибели многих из бежавших. В современной историографии это событие получило название сражение при Кьюзе. Большая часть оставшихся в живых лангобардских воинов вместе с королём укрылась в столице королевства Павии; часть вместе с принцем Адельхизом ушла в Верону, где находились вдова и дети Карломана.
Осенью 773 года франки начали осаду Павии. Поскольку из-за перехода через Альпы они не смогли привезти в Лангобардское королевство осадные орудия, Карл Великий решил принудить город к сдаче голодом.
Одновременно была осаждена и Верона. Хотя город был хорошо укреплён, уже вскоре он сдался франкам. Герберга и дети Карломана были переданы Карлу Великому и их дальнейшая судьба неизвестна. Адельхиз же смог бежать и добраться до Константинополя. В 788 году он попытался с помощью византийцев возвратить себе власть над владениями отца, но потерпел неудачу.

## Военные действия 774 года
На Пасху 774 года Карл Великий с частью войска ушёл из-под Павии и прибыл в Рим. Его сопровождали жена Хильдегарда и дети. С почётом принятый папой Адрианом I, король франков подтвердил сделанное его отцом дарение Святому Престолу — так называемый «Пипинов дар».
В апреле Карл Великий возвратился к Павии. Вскоре в городе начались голод и болезни, и 4 июня изнурённые девятимесячной осадой жители сдались франкам. По приказу Карла Великого Дезидерий и члены лангобардской королевской семьи были отправлены во Франкское государство, где их заключили в различные монастыри.

## Последствия
Уже 5 июня 774 года Карл Великий принял титул «король франков и лангобардов» (лат. rex Francorum et Langobardorum). Хотя часть лангобардской знати сохранила свои владения (в том числе, герцог Фриуля Ротгауд, герцог Тревизо Стабилин и герцог Виченцы Гайдо), на многие важные посты в завоёванной части Апеннинского полуострова были поставлены выходцы из Франкского государства. Из герцогов бывшего Лангобардского королевства только Арехиз II Беневентский сохранил независимость от короля франков. Присоединение к Франкскому государству северной и центральной Италии ещё больше укрепило связи Каролингов с папством. Столь быстрое подчинение Лангобардского королевства показало значительное военное преимущество франков над лангобардами и вдохновило Карла Великого на дальнейшее расширение подвластных ему владений. С лангобардского похода началась эпоха франкских завоеваний, позволившая Карлу Великому получить контроль над значительной частью Западной Европы.